# Rio Hualhaga

Hualhaga (em espanhol: Huallaga) é um curso de água que banha o Peru, sendo o principal afluente do rio Maranhão.